# شادمیانه
شادمیانه، روستایی از توابع بخش مرکزی شهرستان نیشابور در استان خراسان رضوی ایران است.

## جمعیت
این روستا در دهستان دربقاضی قرار دارد و براساس سرشماری مرکز آمار ایران در سال ۱۳۸۵، جمعیت آن ۲۷۳ نفر (۸۳خانوار) بوده‌است.